# Jasawni
Jasawni (ukrainisch Язавні; russisch Язавни, polnisch Jazownia) ist ein Dorf der ukrainischen Oblast Wolyn mit etwa 600 Einwohnern (2009).

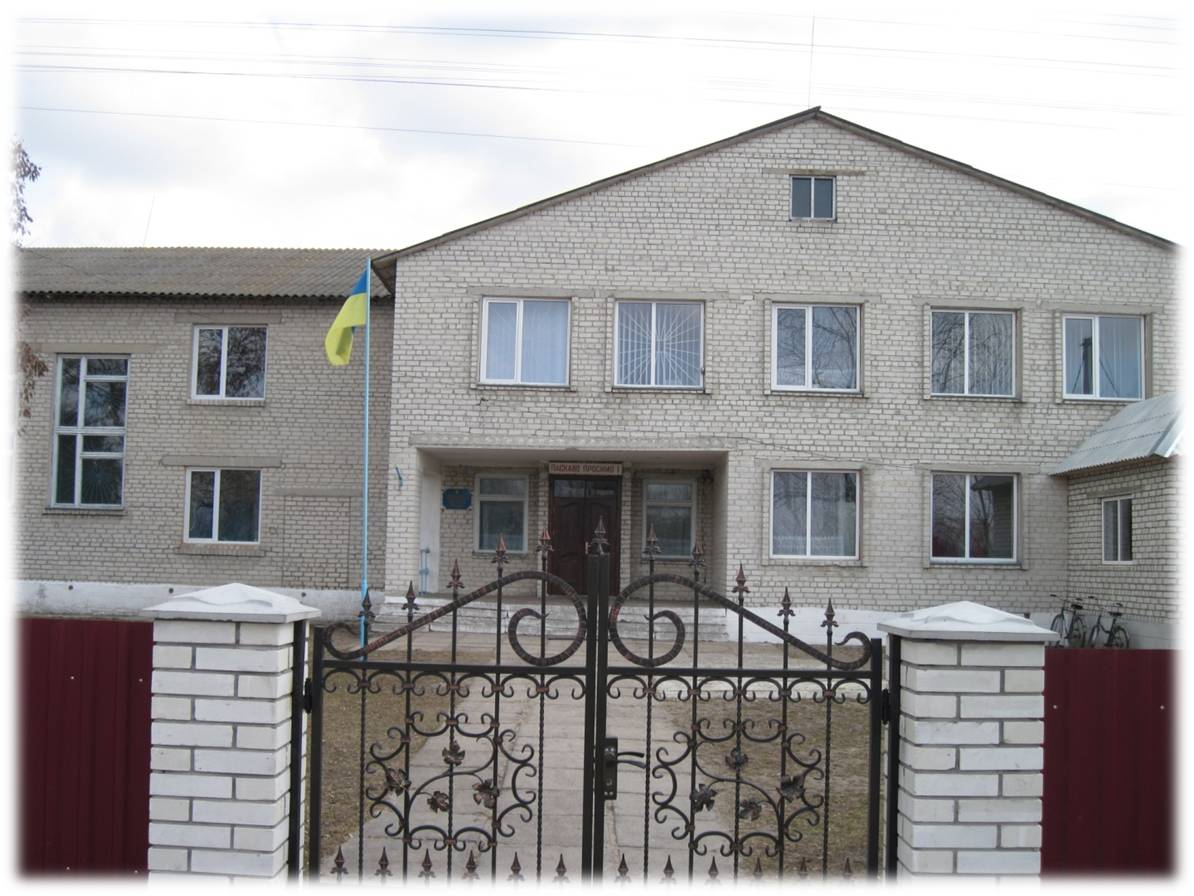
Schule und Kindergarten in Jasawni

Das im 17. Jahrhundert gegründete polesische Dorf lag bis zum 9. Oktober 2016 in der Landratsgemeinde Samary und gehört seitdem administrativ zur neugegründeten Landgemeinde Samary (ukrainisch Самарівська сільська громада Samariwska silska hromada) im Nordosten des Rajon Ratne.
Am 17. Juli 2020 wurde der Ort Teil des Rajons Kowel.
Die Ortschaft liegt nahe der belarussischen Grenze auf einer Höhe von 151 m 4 km südlich vom Gemeindezentrum Samary, 23 km nördlich vom ehemaligen Rajonzentrum Ratne und etwa 145 km nördlich vom Oblastzentrum Luzk.